# ممثلية الهند لدى دولة فلسطين
ممثلية الهند في رام الله هي الممثلية الدبلوماسية العُليا لدولة الهند لدى دولة فلسطين.

## التاريخ
تأسست الممثلية في عام 1996 في مدينة غزة، ثم انتقلت في عام 2003 إلى شارع مهاتما غاندي في بيتونيا بمحافظة رام الله والبيرة.
شغل موكل آرايا منصب ممثل الهند لدى فلسطين منذ أبريل 2021 وحتى وفاته بمقر البعثة الهندية في 6 مارس 2022.

## وصلات خارجية
- الموقع الرسمي